# Magda Tagliaferro
Magdalena Maria Yvonne Tagliaferro, detta Magda (Petrópolis, 19 gennaio 1893 – Rio de Janeiro, 9 settembre 1986), è stata una pianista brasiliana con cittadinanza francese.

## Biografia
Magda Tagliaferro nacque a Petrópolis nel 1893, figlia degli immigrati francesi Joseph Paul Tagliaferro e Louise Hergenröder. Iniziò a studiare pianoforte durante l'infanzia con il padre Joseph, maestro di piano ed ex allievo di Stéphane Raoul Pugno. Pablo Casals sentì suonare l'undicenne Tagliaferro a San Paolo e la incoraggiò a studiare al Conservatoire de Paris, dove fu ammessa nel 1906. Qui cominciò a studiare con Antoine Marmontel e, dopo la vittoria del Premier Prix nel 1907, continuò a perfezionarsi con Alfred Cortot. Nel 1908, appena quindicenne, esordì con grande successo alla Salle Érard. Fu quindi notata da Gabriel Fauré, che la volle con sé in una lunga tournée nel 1908: ciò lanciò la carriera concertistica pluridecennale di Tagliaferro, durante la quale si affermò come una delle maggiori interpreti dell'opera di Fauré.
Sensibile interprete de repertorio romantico, fu anche un'apprezzata interprete del repertorio francese contemporaneo, di cui portò al debutto diverse composizioni di rilievo, come il concerto in mi maggiore per pianoforte e orchestra di Reynaldo Hahn, che incise per Pathé nel 1937. Dal 1934 al 1939 insegnò al Conservatoire, mentre il 9 marzo 1940 fece il suo debutto statunitense suonando il concerto per pianoforte e orchestra di Schumann alla Carnegie Hall, diretta da John Barbirolli. Nel 1941 fondò una propria scuola a Parigi e, dopo aver trascorso il resto della seconda guerra mondiale in Brasile, nel 1954 istituì un premio internazionale biennale a proprio nome. Molto attiva come insegnante, annoverò tra i propri allievi anche Pnina Salzman, Andrzej Jasiński e Jeanne Demessieux. 
Nel 1979 Harold C. Schonberg recensì entusiasticamente un suo recital alla Salle Gaveau sulle pagine del New York Times e ciò la spinse a tornare a suonare alla Carnegie Hall sei mesi più tardi, all'età di 87 anni e dopo trentanove anni d'assenza dalle scene newyorchesi; anche questo recital, con un programma che annoverava Chopin, Fauré, Chabrier, Debussy e Schumann, fu accolto molto positivamente dalla critica e dal pubblico, che le dedicò una standing ovation. Rimase attiva fino alla tarda età: il 16 gennaio 1983, tre giorni prima del suo novantesimo compleanno, tenne un recital alla Wigmore Hall, poi trasmesso dalla BBC.
Morì a Rio de Janeiro nel 1986 all'età di novantatré anni.